# جواکینو فورتسانو
جواکینو فورتسانو (ایتالیایی: Giovacchino Forzano; ۱۹ نوامبر ۱۸۸۴ – ۲۸ اکتبر ۱۹۷۰) نمایش‌نامه‌نویس، لیبرتونویس و کارگردان تئاتر و سینمای اهل ایتالیا بود. 
از آثارش می‌توان لیبرتوهای جانی اسکیکی و خواهر آنجلیکا (هر دو از آثار پوچینی) و همچنین فیلم‌های پیراهن سیاه و ترانه آفتاب را نام برد.